# Джок Ейрд
Джон Рей Ейрд (англ. John Rae Aird, 18 грудня 1926 — 29 червня 2021) — шотландський і новозеландський футболіст, що грав на позиції захисника, зокрема, за клуб «Бернлі», а також національні збірні Шотландії і Нової Зеландії.

## Клубна кар'єра
У футболі дебютував 1948 року виступами за «Бернлі», до якого приєднався з юнацької команди з Перта «Джінфілд Свіфтс». В складі «Бернлі» провів сім сезонів, взявши участь у 132 матчах чемпіонату.
Протягом 1955—1958 років захищав кольори новозеландського клубу «Істерн Уніон».
Завершив ігрову кар'єру у команді «Гакоах Сідней Сіті».

## Виступи за збірні
1954 року дебютував в офіційних матчах у складі національної збірної Шотландії. Протягом кар'єри у національній команді провів у її формі 4 матчі.
У складі збірної Шотландії був учасником чемпіонату світу 1954 року у Швейцарії, де зіграв з Австрією (0-1) і Уругваєм (0-7).
1958 року дебютував в офіційних матчах у складі національної збірної Нової Зеландії. Протягом кар'єри у національній команді провів у її формі 2 товариські матчі з австралійцями, забивши в них 1 гол.